# Ejnar Hansen
Ejnar Arnold Hansen (ur. 20 grudnia 1898 w Nykøbing Falster, zm. 26 marca 1947 w Kopenhadze) – duński zapaśnik walczący w stylu klasycznym. Olimpijczyk z Amsterdamu 1928, gdzie zajął piąte miejsce w wadze półciężkiej.
Srebrny medalista mistrzostw Europy w 1930; uczestnik zawodów w 1927 i 1929. Mistrz Danii w 1925, 1927, 1929, 1930, 1932 i 1933 roku.

## Letnie Igrzyska Olimpijskie 1928
| Konkurencja            | Rundy eliminacyjne   | Rundy eliminacyjne   | Rundy eliminacyjne     | Rundy eliminacyjne      | Klas. końcowa |
| Konkurencja            | Przeciwnik I         | Przeciwnik II        | Przeciwnik III         | Przeciwnik IV           | Miejsce       |
| ---------------------- | -------------------- | -------------------- | ---------------------- | ----------------------- | ------------- |
| 82,5 kg styl klasyczny | Adolf Rieger (GER) P | Jan Gałuszka (POL) Z | Robert Gaupset (NOR) Z | Ibrahim Mustafa (EGY) P | 5.            |